# 什皮欽齊 (魯任區)
49°51′11″N 29°12′6″E / 49.85306°N 29.20167°E
什皮欽齊（烏克蘭語：Шпичинці）是位於烏克蘭北部日托米爾州裏別爾季切夫區的村莊，始建於1611年，面積4.79平方公里，海拔高度232米，2001年人口564，人口密度每平方公里117.75人。